# 比西拉佩勒
比西拉佩勒（法語：Bussy-la-Pesle，法語發音：[bysi la pɛl]）是法国科多尔省的一个市镇，属于第戎区。

## 地理
比西拉佩勒（47°22'1"N, 4°42'21"E）面积11.47 平方千米，位于法国勃艮第-弗朗什-孔泰大區科多尔省，该省份为法国中东部省份，北起奥布省，西接涅夫勒省和约讷省，南至索恩-卢瓦尔省，东南接汝拉省，东临上索恩省，东北部与上马恩省接壤。
与比西拉佩勒接壤的市镇（或旧市镇、城区）包括：圣埃利耶、松贝农、萨维尼苏马兰、韦雷苏德雷、下布莱西、德雷。

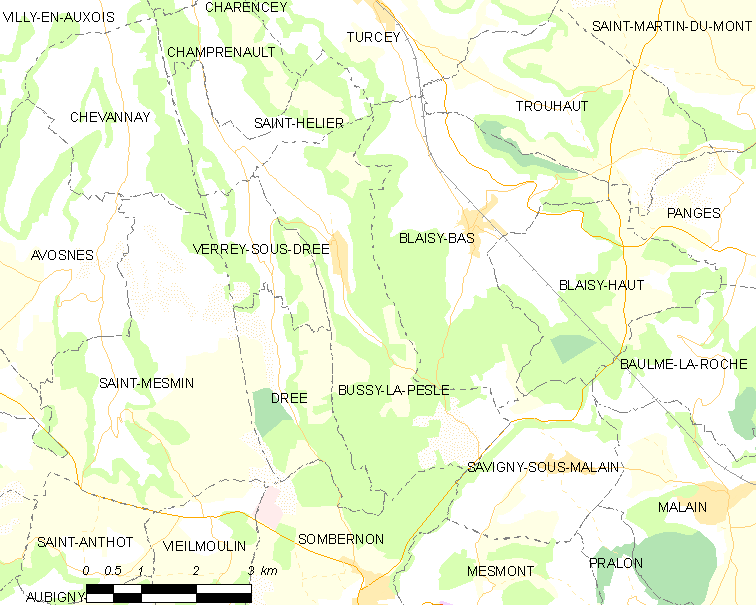
比西拉佩勒的OSM定位图

比西拉佩勒的时区为UTC+01:00、UTC+02:00（夏令时）。

## 行政
比西拉佩勒的邮政编码为21540，INSEE市镇编码为21121。

## 政治
比西拉佩勒所属的省级选区为塔朗县。

## 人口

1962-2008年间比西拉佩勒人口变化图示

比西拉佩勒于2022年1月1日时的人口数量为75人。